# Стършел (филм, 1955)
„Стършел“ (на руски: Овод) е съветски филм от 1955 година, мелодрама на режисьора Александър Файнцимер по сценарий на Евгений Габрилович, базиран на едноименния роман на Етел Лилиан Войнич от 1897 година.
В центъра на сюжета е историята на участник в движението за самостоятелност и обединение на Италия през XIX век. Главните роли се изпълняват от Олег Стриженов и Мариана Стриженова.